# El país de las últimas cosas
El país de las últimas cosas (en inglés In The Country of Last Things) es una novela de 1987 del autor estadounidense Paul Auster.
En 2020 Alejandro Chomski dirigió la versión fílmica de esta novela.

## Argumento
Anna Blume cuenta en una carta a un remitido desconocido, enviada desde una ciudad sin nombre, lo que sucede en El país de las últimas cosas. Anna está allí para buscar a su hermano William, y describe una tierra en la que la búsqueda de la muerte ha reemplazado a los avatares y negocios de la vida: las clínicas de eutanasia y los clubes para el asesinato florecen, mientras que los atletas y corredores no se detienen hasta caer literalmente muertos de cansancio, y los saltadores se arrojan de los tejados. Pero Anna intentará sobrevivir en ese país devastado, en busca de su hermano, donde conocerá personas en su misma situación y vivirá acontecimientos que finalmente la harán intentar salir nuevamente de la ciudad.